# Césarches
Césarches é uma comuna francesa na região administrativa de Auvérnia-Ródano-Alpes, no departamento da Saboia. Estende-se por uma área de 2.9 km². Em 2010 a comuna tinha 442 habitantes (densidade: 152,4 hab./km²).